# In corsa con il sole
In corsa con il sole o In corsa verso il sole (Race the Sun) è un film (In italia è un film per la televisione) del 1996 diretto da Charles T. Kanganis.

## Trama
La trama è liberamente ispirata alla vera storia degli studenti del High School Konawaena Solar Car Team di Hawaii, che nel 1990 finirono al 18º posto, e primi tra le scuole superiori, nel World Solar Challenge, competizione per veicoli con propulsione ad energia solare di 3021 km da Darwin a Adelaide.
Una nuova insegnante di scienze spinge un gruppo di studenti svogliati e indisciplinati della Kona Pali High School di Hawaii ad elaborare un progetto. Ottenuta la loro fuducia riesce a motivarli facendo emergere le qualità e le conoscenze di ognuno. Partendo da una combinazione di visione progettuale del giovane Daniel, abile nella lavorazione della vetroresina, derivata da quella dei surf, e altre singole competenze, dalla meccanica all'elettronica, progettano e costruiscono un'auto a energia solare chiamato "Cockroach" (scarafaggio). Riescono a vincere un concorso locale ottenendo la qualificazione per la competizione internazionale World Solar Challenge in Australia. 
Verranno ostacolati da rivali ben più attrezzati e senza scrupoli ma che verranno sconfitti in modo rocambolesco e imprevedibile.